# Al-Ghubaja al-Fauka
Al-Ghubaja al-Fauka (arab. الغبية الفوقا) – nieistniejąca już arabska wieś, która była położona w Dystrykcie Hajfy w Mandacie Palestyny. Wieś została wyludniona i zniszczona podczas wojny domowej w Mandacie Palestyny, po ataku sił żydowskiej Hagany w dniu 8 kwietnia 1948 roku.

## Położenie
Al-Ghubaja al-Fauka leżała na wschodnich zboczach wzgórz Wyżyny Manassesa, powyżej Doliny Jezreel. Wieś była położona na wysokości 200 metrów n.p.m., w odległości 28 kilometrów na południowy wschód od miasta Hajfa. Według danych z 1945 roku do wsi należały ziemie o powierzchni 1213,9 ha. We wsi mieszkało wówczas 1130 osób.
| Własność gruntów | Powierzchnia gruntów (ha) |
| ---------------- | ------------------------- |
| Arabowie         | 1160,7                    |
| Żydzi            | -                         |
| publiczne        | 53,2                      |
| Razem            | 1213,9                    |

| Rodzaj użytkowanych gruntów | (ha)   |
| --------------------------- | ------ |
| uprawy nawadniane           | 20,9   |
| uprawy zbóż                 | 1088,3 |
| nieużytki                   | 104,7  |

## Historia
Nie jest znana data założenia wioski. W okresie panowania osmańskiego, w 1888 roku we wsi wybudowano szkołę podstawową dla chłopców. W wyniku I wojny światowej, w 1918 roku cała Palestyna przeszła pod panowanie Brytyjczyków, którzy utworzyli Mandat Palestyny. W okresie panowania Brytyjczyków al-Ghubaja al-Fauka była dużą wsią, której mieszkańcy utrzymywali się z upraw zbóż. Posiadała ona własny meczet. W latach 20. XX wieku okoliczną ziemię zaczęły wykupywać żydowskie organizacje syjonistyczne. Dzięki temu w 1926 roku powstał sąsiedni kibuc Miszmar ha-Emek. Od samego początku jego istnienia, stosunki z żydowskimi sąsiadami układały się źle. W kolejnych latach doszło do kilku poważnych arabskich napaści na kibuc.

Przyjęta 29 listopada 1947 roku Rezolucja Zgromadzenia Ogólnego ONZ nr 181 zakładała podział Palestyny na dwa państwa: żydowskie i arabskie. Plan podziału przyznawał obszar wioski Al-Ghubaja al-Fauka państwu żydowskiemu. Żydzi zaakceptowali plan podziału, jednak Arabowie doprowadzili dzień później do wybuchu wojny domowej w Mandacie Palestyny. Od samego początku wojny wieś była wykorzystywana przez arabskie milicje, które sparaliżowały żydowską komunikację w regionie. W dniu 4 kwietnia 1948 roku siły Arabskiej Armii Wyzwoleńczej zaatakowały pobliski kibuc Miszmar ha-Emek, rozpoczynając dziesięciodniową bitwę o Miszmar ha-Emek. Żydzi po odparciu napaści, zdołali przejść do kontrataku i 8 kwietnia zdobyli Al-Ghubaja al-Fauka. Wysiedlono wówczas wszystkich jej mieszkańców, a następnie wyburzono domy .

## Miejsce obecnie
Teren wioski al-Ghubaja al-Fauka pozostaje opuszczony, jednak jej pola uprawne zajął sąsiedni kibuc Miszmar ha-Emek. W 1951 roku utworzono moszaw Midrach Oz. Palestyński historyk Walid Chalidi, tak opisał pozostałości wioski: „Wśród roślinności widoczny jest gruz domów. Można też zobaczyć wielki stos kamieni w miejscu, gdzie kiedyś stał meczet. Cmentarz jest porośnięty chwastami i roślinami kolczastymi”.